# Municipalità regionale della contea di Rouville
La municipalità regionale della contea di Rouville è una municipalità regionale di contea del Canada, localizzata nella provincia del Québec, nella regione di Montérégie.
Il suo capoluogo è Marieville.

## Suddivisioni
City e town
- Marieville
- Richelieu
- Saint-Césaire

Municipalità
- Ange-Gardien
- Rougemont
- Saint-Mathias-sur-Richelieu
- Saint-Paul-d'Abbotsford
- Sainte-Angèle-de-Monnoir